# Аманда Франсіско
Аманда Жуліана Кампос Франсіско (порт. Amanda Juliana Campos Francisco; 16 серпня 1988, Ресіфі) — бразильська волейболістка, догравальний. Переможниця всесвітнього гран-прі і дворазова чемпіонка Південної Америки.

## Із біографії
Дев'ятиразова чемпіонка Бразилії. У складі команди з Ріо-де-Жанейро стала віцечемпіокою клубної першості світу 2013 року, через два роки грала у півфіналі цього турніру. Дворазова чемпіонка клубної першості Південної Америки.
У складі студентської збірної стала чемпіонкою всесвітньої Універсіади 2011 року і віцечеппіокою 2013 року.
Кольори національної збірної захищала в 2017—2019 роках.

## Клуби
| Роки      | Команди                       |
| --------- | ----------------------------- |
| 2004—2015 | «Рексона» (Ріо-де-Жанейро)    |
| 2015—2017 | «Бразиліа»                    |
| 2017—2018 | «Дентіл Прая» (Уберландія)    |
| 2018—2019 | «Баруері»                     |
| 2019—2021 | «Сеск» (Ріо-де-Жанейро)       |
| 2021—2022 | «ПТТ Спор» (Анкара)           |
| 2023–2024 | ЛКС (Лодзь)                   |
| 2024—     | «Флуміненсе» (Ріо-де-Жанейро) |

## Досягнення
У збірній
Ліга націй
- Друге місце (1): 2019

Всесвітній кубок великих чемпіонів
- Друге місце (1): 2017

Всесвітнє гран-прі
- Перше місце (1): 2017

Чемпіонат Південної Америки
- Перше місце (2): 2017, 2019

У клубах
Клубний чемпіонат світу
- Друге місце (1): 2013

Клубний чемпіонат Південної Америки
- Перше місце (2): 2013, 2015

Чемпіонат Бразилії
- Перше місце (9): 2006, 2007, 2008, 2009, 2011, 2013, 2014, 2015, 2018

## Галерея

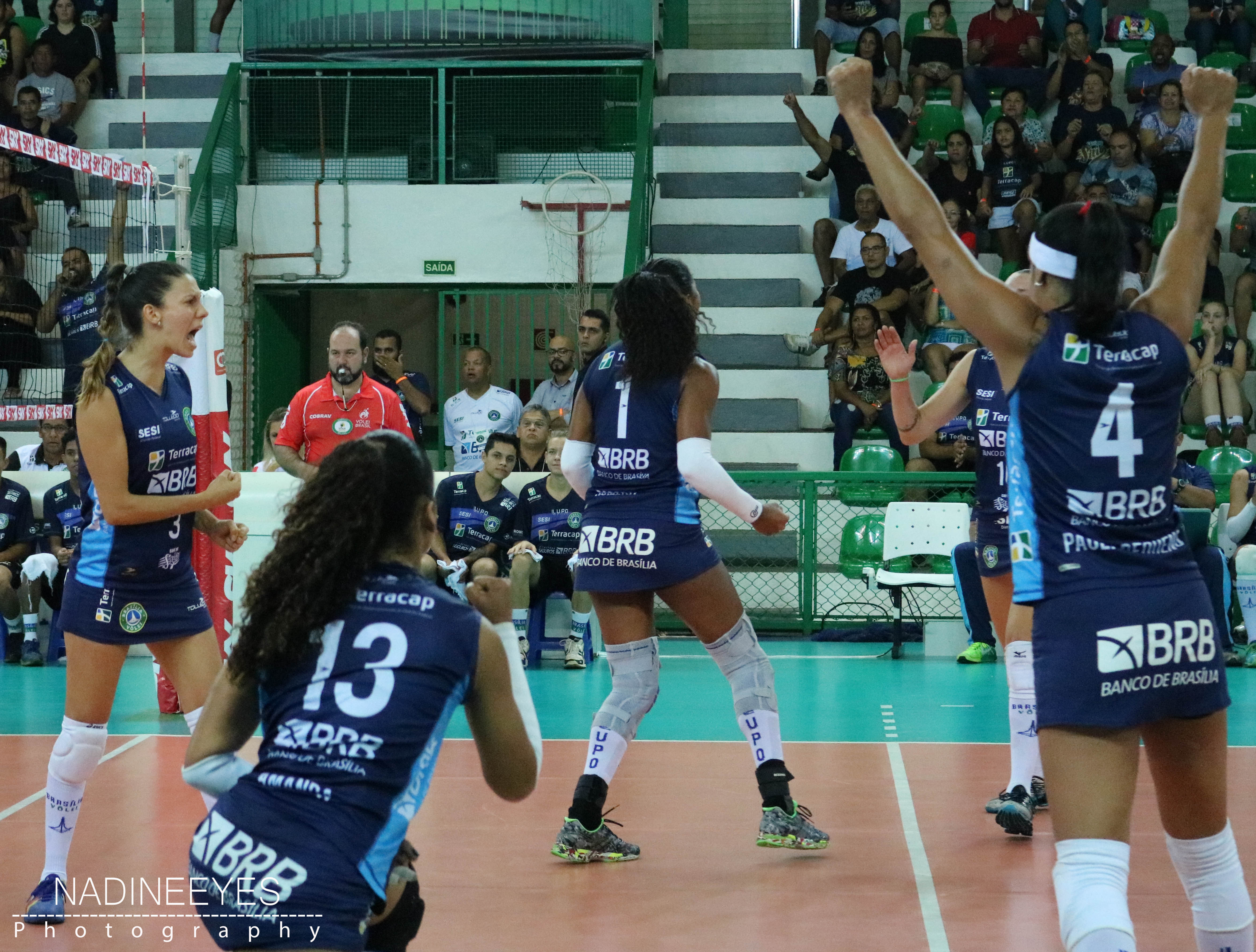
Макріс Карнейро (№ 3), Аманда Франсіско (№ 13), Роберта Сілва (№ 1), Паула Пекуено (№ 4).
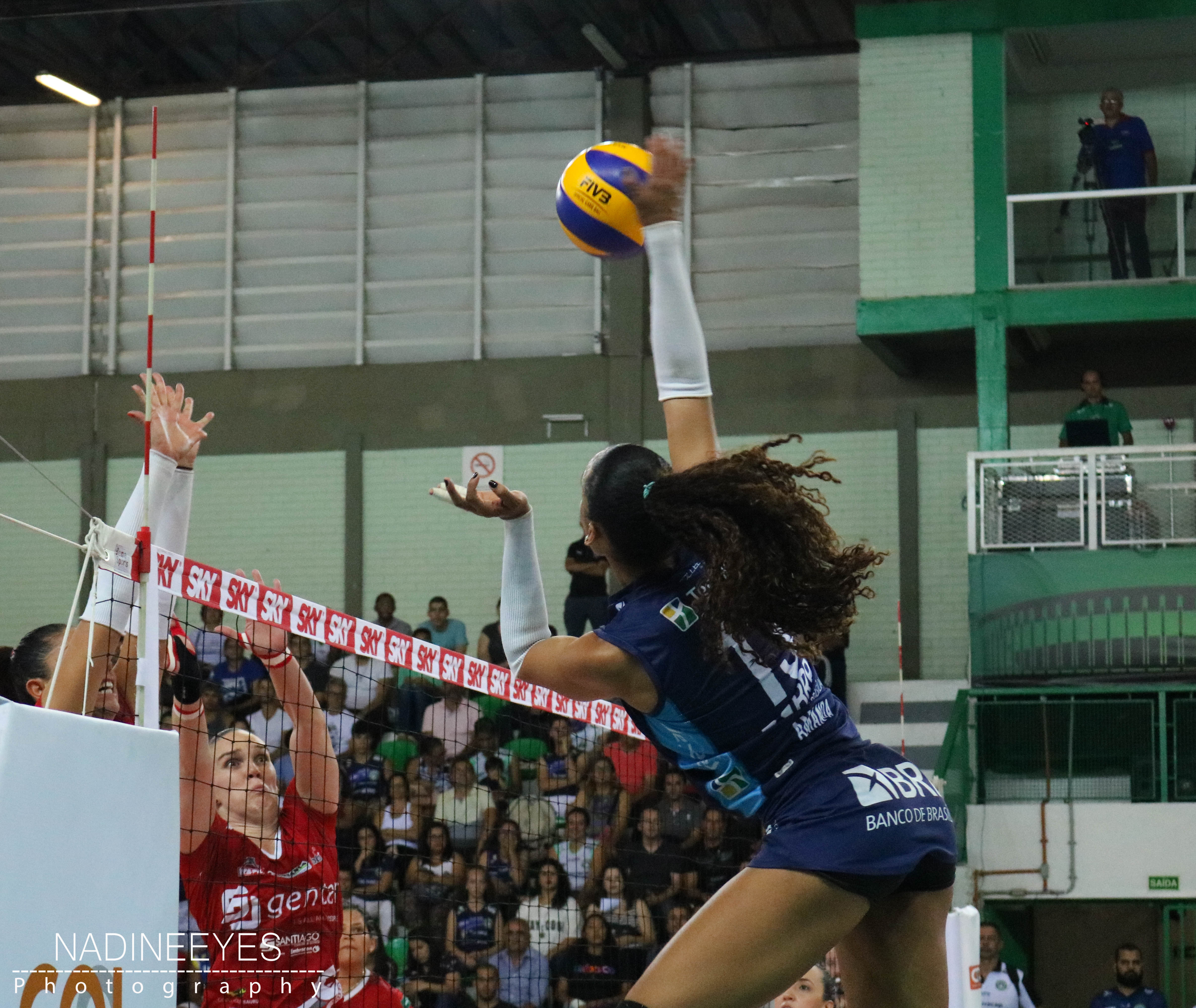
У складі клубу «Бразиліа». Матч проти «Дентіл Прая» 7 березня 2017 року.